# ハイ・ライフ (コンビニエンスストア)

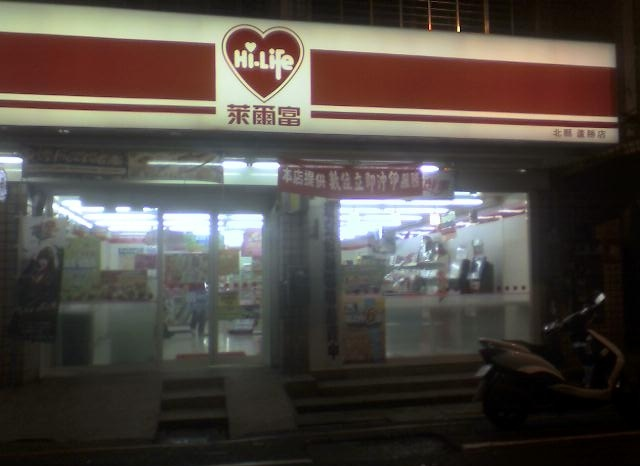
新北市蘆勝店

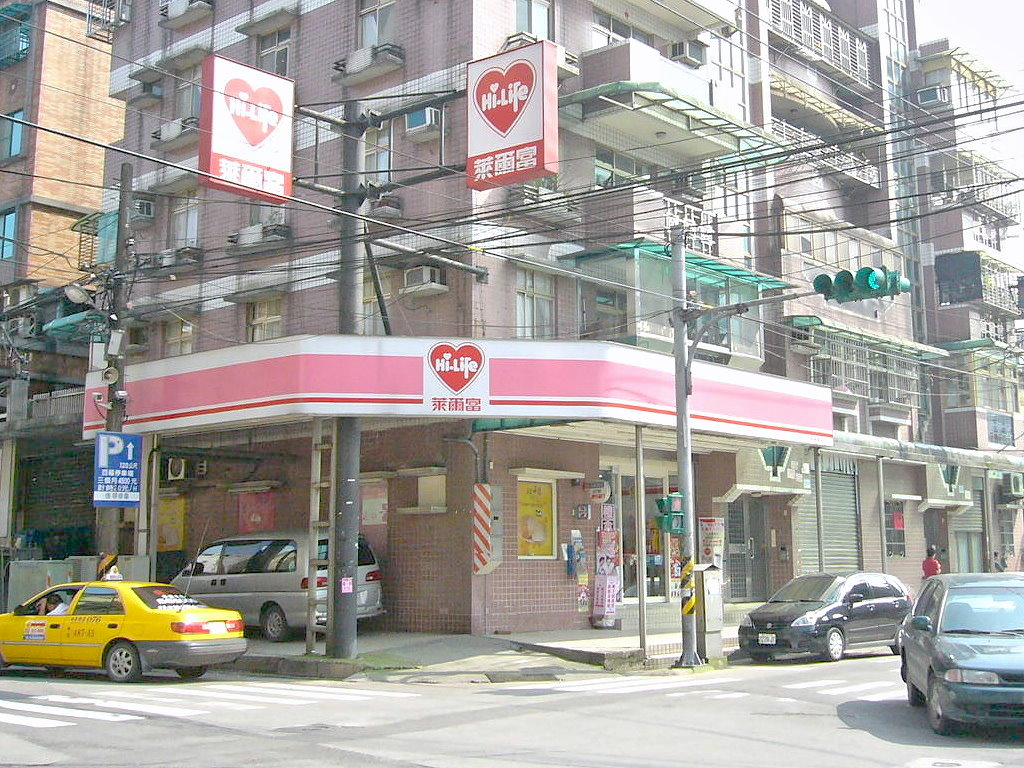
基隆市隆福店

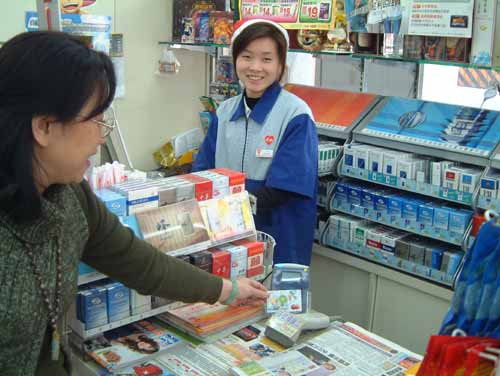
ハイ・ライフの店内

ハイ・ライフ（英語: Hi-Life、中国語: 萊爾富便利商店）は、台湾で展開されているコンビニエンスストアチェーン。1989年設立。

## 概説
統一超商や全家便利商店、そしてOK超商とともに台湾における四大超商（日本語訳:四大コンビニ）と呼ばれている。
台湾の四大コンビニ中、唯一外資系でない台湾発祥のコンビニエンスストアである。

## 沿革
- 1988年6月 - 取締役会が発足し、準備作業開始。
- 1989年4月 - 台北市に萊爾富國際股份有限公司が設立[3]。
- 1989年9月 - 9店舗を延吉、安東、民族、北安、木新、民權、延平、南港、南港二にオープン。
- 2004年6月 - 1000店舗を達成。